# Ainsi soit je... (singolo)
Ainsi soit je... è il secondo singolo dell'album omonimo della cantautrice francese Mylène Farmer, pubblicato il 4 aprile 1988.
Questa malinconia ballad è lo slow più famoso e più ricordato di Mylène Farmer, anche per il testo che esprime la sofferenza e la solitudine dell'autrice. Resta ad oggi la canzone che probabilmente rappresenta di più la personalità emblematica e torturata di questa particolare artista.
Ha venduto 180 000 copie e raggiunto la #12 posizione nella chart singles francese.
La traccia fu messa nuovamente in commercio nel 1997 in versione live per promuovere l'album Live à Bercy.
Oltre al tour del 1996, è stata presentata in versione live in due delle 13 serate a Bercy nel 2006 e durante la tournée 2009.

## Versioni ufficiali
1. Ainsi soit je… (Single Version) (4:30)
2. Ainsi soit je… (Album Version) (6:20)
3. Ainsi soit je… (Les mots Version) (4:49)
4. Ainsi soit je… (Maxi Remix) (7:12)
5. Ainsi soit je… (Classic Bonus Beat) (6:21)
6. Ainsi soit je… (Lamentations ) (4:49)
7. Ainsi soit je… (Version Live 89) (7:48)
8. Ainsi soit je… (Version Live 96) (5:00)
9. Ainsi soit je… (Version Live 09) (4:18)

## Lista di artisti che hanno cantato una cover del brano
- Michal (2003)
- Eve Angeli (2003)